# San Onofre (Sucre)
Pour les articles homonymes, voir San Onofre.
San Onofre est une municipalité colombienne située dans le département de Sucre.